# Bullet for My Valentine

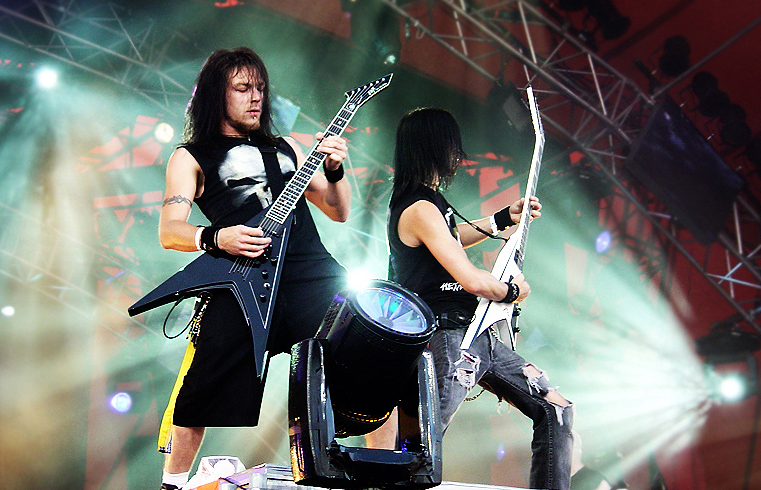
Formația Bullet for My Valentine în 2006.

Bullet for My Valentine, abreviată deseori BFMV, este o formație heavy metal galeză din Bridgend, formată în anul 1998. În prezent, trupa este formată din: Matthew Tuck, Michael Thomas, Jason Bowld și Michael Paget.
Numele inițial al trupei a fost Jeff Killed John, cei patru începându-și cariera muzicală cântând melodii ai celor de la Metallica și Nirvana. Jeff Killed John au compus șase melodii, care nu au fost niciodată lansate; două dintre aceste melodii au fost rescrise și introduse în repertoriul "Bullet For My Valentine". Problemele financiare au reprezentat motivul pentru care trupa și-a schimbat numele, schimbând de asemenea și înclinația muzicală. Deși stilul lor predomină spre metalcore, după cum spun revistele de specialitate, Matthew Tuck susține că stilul variază, în mare parte declarându-se ca o trupă heavy metal.  
Trupa a lansat primul album, The Poison, pe 3 octombrie 2005. The Poison cuprinde două dintre piesele ce au adus celebritatea trupei și anume "All These Things I Hate (Revolve Around Me)" și "Tears Don't Fall", pentru care au căpătat uneori și eticheta de trupă emo.
Cel de-al doilea album de studio al trupei, Scream Aim Fire, a fost realizat pe 29 ianuarie 2008 și s-a clasat pe locul patru în Billboard 200. Urmǎtorul album, Fever, lansat pe 26 aprilie 2010, a debutat cu locul al treilea în același top. Pe 8 februarie 2013 formația a lansat al patrulea album de studio, Temper Temper, care a ajuns pe poizția a 13-a în Billboard 200. Trupa a vândut peste un milion de albume doar în Statele Unite și peste 5.000.000 de albume în lumea întreagă fiind, de asemenea, una dintre cele mai de succes prezențe la Kerrang! Awards, cu trei premii pentru cea mai bună trupă britanică.

## Membrii trupei
Membri actuali
- Matthew Tuck – vocal, chitară ritmică (1998–prezent)
- Michael "Padge" Paget – chitară, backing vocal (1998–prezent)
- Jason Bowld – baterie, percuție (2016–prezent)
- Jamie Mathias -  chitară bas, vocal (2015-prezent)

Foști membri
- Jason James – chitară bas, vocal (2003–2015)[3]
- Michael "Moose" Thomas – baterie, percuție (1998–2015)

## Discografie
Albumuri de studio
- The Poison (2005)
- Scream Aim Fire (2008)
- Fever (2010)
- Temper Temper (2013)
- Venom (2015)
- Gravity (2018)
- Bullet for My Valentine (2021)

## Premii
- Welsh Music Award
  - Best Newcomer (2004)[4]
- Metal Hammer Golden God Award
  - Best British Band (2006, 2010)[5][6]
- Kerrang! Awards
  - Best Single pentru "Tears Don't Fall" (2006)[7]
  - Best British Newcomer (2005)[8]
  - Best British Band (2008, 2009, 2010)[9][10]
  - Headlined Kerrang!'s 25-year anniversary tour of the UK[11]
  - Best Live Band (2010)[12]